# خوسيه آجا
خوسيه آجا (بالإسبانية: José Aja)‏ هو لاعب كرة قدم أوروغواياني في مركز الدفاع، ولد في 10 مايو 1993 في مونتيفيديو في الأوروغواي. لعب مع أورلاندو سيتي وفانكوفر وايتكابس ومينيسوتا يونايتد ونادي راسينغ مونتيفيديو وناسيونال مونتيفيديو ويونيون إسبانيولا.

## وصلات خارجية
- خوسيه آجا على موقع الدوري الأمريكي (الإنجليزية)
- خوسيه آجا على موقع قاعدة بيانات كرة القدم.إي يو (الإنجليزية)
- خوسيه آجا على موقع Soccerway.com (الإنجليزية)
- خوسيه آجا على موقع عالم كرة القدم.نت (الإنجليزية)
- خوسيه آجا على موقع AS.com (الإسبانية)